# Martinvast
 Martinvast  es una población y comuna francesa, situada en la región de Baja Normandía, departamento de Mancha, en el distrito de Cherbourg-Octeville y cantón de Cherbourg-Sud-Ouest.

## Demografía
| 841 | 820 | 790 | 888 | 1016 | 1116 |
| Para los censos de 1962 a 1999 la población legal corresponde a la población sin duplicidades (Fuente: INSEE [Consultar]) |     |     |     |      |      |

Forma parte de la aglomeración urbana de Cherbourg-Octeville.